# みたらし三大
みたらし 三大（みたらし さんた、本名：杉山 佑太〈すぎやま ゆうた〉、12月25日 - ）は、日本の漫画家、アニメーター。武蔵野美術大学デザイン情報学科卒業。2024年より『週刊少年ジャンプ』（集英社）にて、たけぐし一本原作による『しのびごと』を連載し、漫画を担当している。

## 来歴
松本第一高等学校美術工芸コースを卒業後、武蔵野美術大学デザイン情報学科を卒業。その後、大手映像プロダクションでCMディレクターを務めた。2017年11月、受賞歴がない状態で漫画家としてデビューを果たす。『アメノフル』の掲載が決定したことにより、会社を休職し漫画家として活動している。
2021年、『週刊少年ジャンプ』（集英社）20号から41号まで『アメノフル』を連載する。たけぐし一本が原作を務め、みたらしが漫画を担当した。2024年、同誌42号より同様にたけぐしとタッグを組み、忍者を描いた『しのびごと』を連載開始。

## 人物
好きな漫画は尾田栄一郎の『ONE PIECE』と冨樫義博の『HUNTER×HUNTER』。
ペンネームはみたらしだが好物はカステラとみたらしは話しているが、2017年11月時点の担当編集者・井坂によるとみたらし団子も大好物で、それがペンネームの由来である。

## 作品リスト

### 連載
- アメノフル（原作：たけぐし一本、『週刊少年ジャンプ』2021年20号[5] - 2021年41号）
- しのびごと（原作：たけぐし一本、『週刊少年ジャンプ』2024年42号[4] - ）

### 読み切り
- 災害少女（『ジャンプGIGA』2018年 WINTER vol.1[6]）
- 探偵は不在です（『少年ジャンプ+』2019年1月17日[7]）
- 聖剣の勇者の護衛（『週刊少年ジャンプ』2019年52号[8]）
- シナモンのナンモン（『少年ジャンプ+』2020年10月25日[9]）
- 宇宙船ミナモ号（『少年ジャンプ+』2021年3月10日[10]）
- パセリ農家が最強なら、つまり最高の野菜はパセリ（原作：たけぐし一本、『週刊少年ジャンプ』2023年10号[11]） - 「ジャンプ・ショート・フロンティア」作品[11]
- 俺だけが知らないこと！（原作：たけぐし一本、『ジャンプGIGA』2023年 EARLY SPRING[12]）

### 書籍
- 『アメノフル』、原作：たけぐし一本、集英社〈ジャンプ コミックス〉2021年、全3巻
- 『しのびごと』、原作：たけぐし一本、集英社〈ジャンプ コミックス〉2025年 - 、既刊3巻（2025年6月4日現在）